# World Cosplay Summit
De World Cosplay Summit (世界コスプレサミット Sekai Kosupure Samitto), ook wel bekend als WCS, is een jaarlijkse internationale cosplay wedstrijd die gehouden wordt in Nagoya, Japan. Het evenement staat vooral in teken van het uitwisselen van de Japanse popcultuur tussen de deelnemers en wordt, door de grote interesse van jeugd over de hele wereld, ondersteund door een aantal Japanse overheidsinstellingen.